# Pterolophia insularis
Pterolophia insularis är en skalbaggsart som beskrevs av Stefan von Breuning 1938. Pterolophia insularis ingår i släktet Pterolophia och familjen långhorningar.
Artens utbredningsområde är São Tomé. Inga underarter finns listade i Catalogue of Life.